# الصراعات المغربية البرتغالية

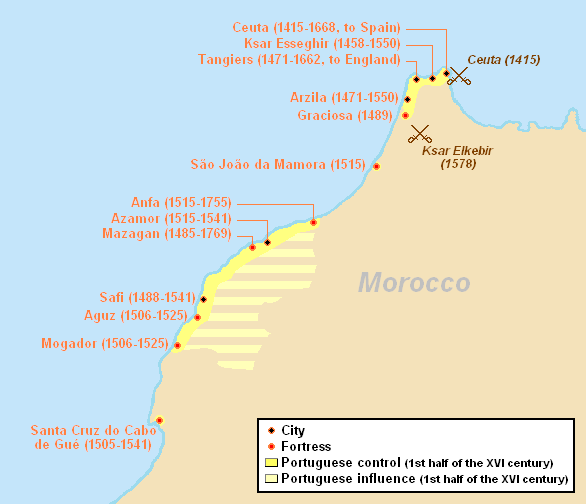
مستعمرات برتغالية في المغرب (1415-1769).
----
مدينة
حصن
مناطق تحكم البرتغال (النصف الأول من القرن 16)
مناطق التأثير البرتغالي (النصف الأول من القرن 16)

تشير الصراعات المغربية البرتغالية إلى سلسلة من المعارك بين المغرب والبرتغال على مر التاريخ. وكان أول معركة، في سبتة، و تعد بداية الإمبراطورية البرتغالية. وكان آخر معركة في القصر الكبير هي معركة وادي المخازن، وبدء الأزمة،
خلافة البرتغالي 1580. وأدى ذلك إلى الاتحاد بين مملكة البرتغال ومملكة إسبانيا.